# Доласвипи
Доласвипи (груз. დოლასვიფი) — село в Грузии, на территории Местийского муниципалитета края (мхаре) Самегрело-Верхняя Сванетия.

## География
Село находится в северо-западной части Грузии, на левом берегу реки Долра (правый приток Ингури), на расстоянии приблизительно 9 километров (по прямой) к западу от посёлка городского типа Местиа, административного центра муниципалитета. Абсолютная высота — 1303 метра над уровнем моря.

## Население
По результатам официальной переписи населения 2014 года в Доласвипи проживало 55 человек (25 мужчин и 30 женщин). В национальной структуре населения грузины составляли 100 %.
| Год  | Население, человек |
| ---- | ------------------ |
| 2002 | 174                |
| 2014 | ↘ 55               |